# حجربني قيس (ذي السفال)

تعديل مصدري - تعديل

حجربني قيس محلة تابعة لقرية الفودعية، التابعة لعزلة حبير بمديرية ذي السفال إحدى مديريات محافظة إب في الجمهورية اليمنية، بلغ تعداد سكانها 48 حسب تعداد اليمن لعام 2004.